# Aspidiotus macfarlanei
Aspidiotus macfarlanei är en insektsart som beskrevs av Williams och Watson 1988. Aspidiotus macfarlanei ingår i släktet Aspidiotus och familjen pansarsköldlöss. Inga underarter finns listade i Catalogue of Life.